# Ormosia fragmentata
Ormosia fragmentata är en tvåvingeart som beskrevs av Alexander 1940. Ormosia fragmentata ingår i släktet Ormosia och familjen småharkrankar. Inga underarter finns listade i Catalogue of Life.